# Ломбард (Іллінойс)
Ломбард (англ. Lombard) — селище (англ. village) в США, в окрузі Дюпаж штату Іллінойс. Населення — 44 476 осіб (2020).

## Географія
Ломбард розташований за координатами 41°52′26″ пн. ш. 88°0′56″ зх. д. / 41.87389° пн. ш. 88.01556° зх. д. (41.873844, -88.015491).  За даними Бюро перепису населення США в 2010 році селище мало площу 27,07 км², з яких 26,55 км² — суходіл та 0,52 км² — водойми.

## Демографія
Згідно з переписом 2010 року, у селищі мешкало 43 165 осіб у 17 405 домогосподарствах у складі 10 970 родин. Густота населення становила 1595 осіб/км².  Було 18454 помешкання (682/км²).
Расовий склад населення:
| - 80,7 % — білих - 9,8 % — азіатів - 4,6 % — чорних або афроамериканців - 0,1 % — корінних американців - 2,9 % — осіб інших рас |

До двох чи більше рас належало 1,9 %. Частка іспаномовних становила 8,1 % від усіх жителів.
За віковим діапазоном населення розподілялося таким чином: 21,6 % — особи молодші 18 років, 64,2 % — особи у віці 18—64 років, 14,2 % — особи у віці 65 років та старші. Медіана віку мешканця становила 39,1 року. На 100 осіб жіночої статі у селищі припадало 93,2 чоловіків;  на 100 жінок у віці від 18 років та старших — 90,4 чоловіків також старших 18 років.
Середній дохід на одне домашнє господарство  становив 84 326 доларів США (медіана — 69 787), а середній дохід на одну сім'ю — 96 998 доларів (медіана — 82 500). Медіана доходів становила 60 409 доларів для чоловіків та 52 985 доларів для жінок. За межею бідності перебувало 7,8 % осіб, у тому числі 9,5 % дітей у віці до 18 років та 3,1 % осіб у віці 65 років та старших.
Цивільне працевлаштоване населення становило 22 841 осіб. Основні галузі зайнятості: освіта, охорона здоров'я та соціальна допомога — 22,5 %, науковці, спеціалісти, менеджери — 12,4 %, виробництво — 11,3 %, роздрібна торгівля — 11,0 %.